# 벤저민 브라이언 카스트로
벤저민 브라이언 카스트로(Benjamin Brian Castro, 1989년 12월 22일 ~ )는 미국의 배우이자 유튜브 스타이다. 서배스천 카스트로(Sebastian Castro)라는 이름으로도 잘 알려져 있다.